# Tsipouro

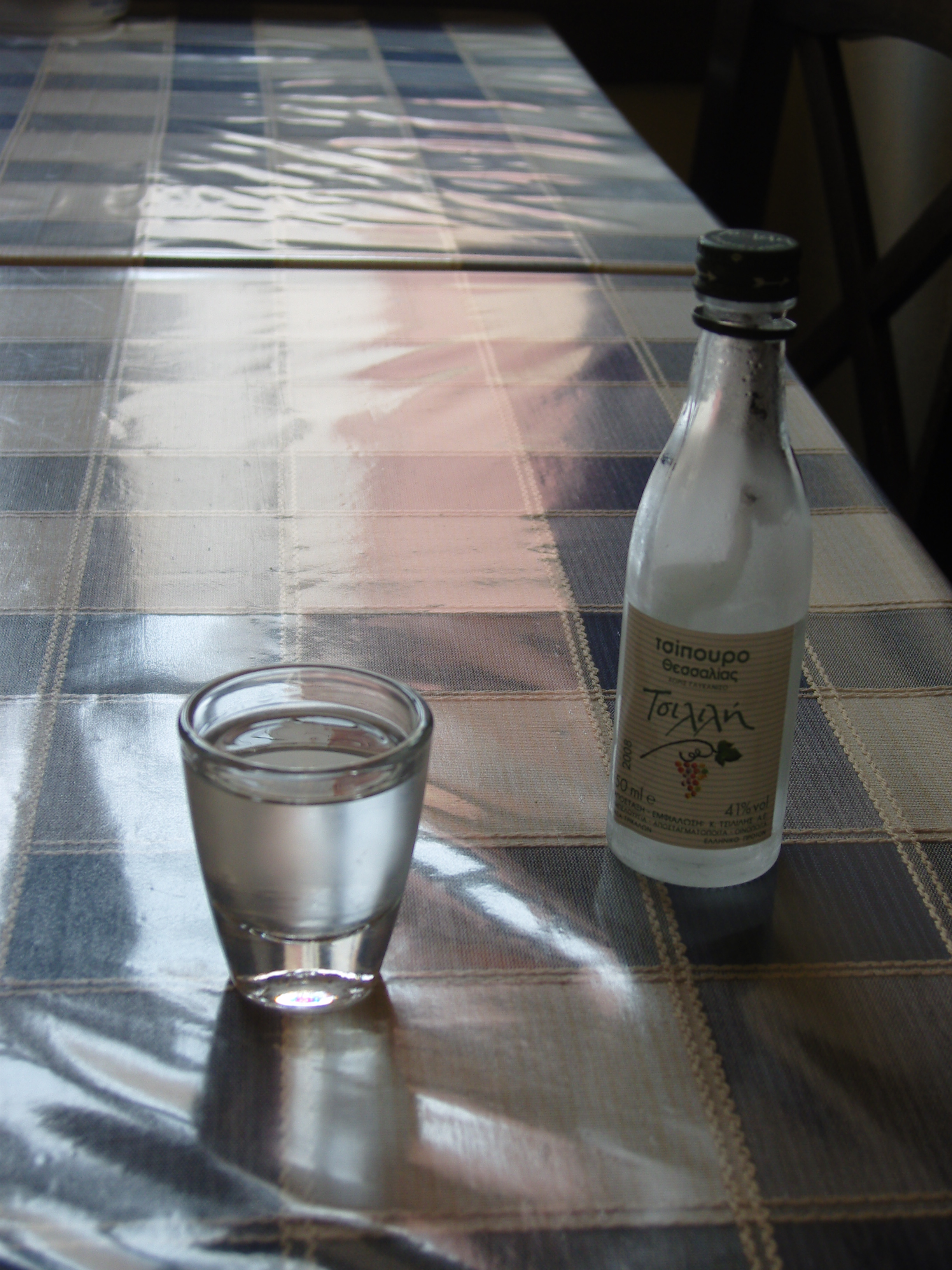
Tsipouro de Tisala

El tsipouro (en griego, Τσίπουρο) es una bebida alcohólica griega de aguardiente de orujo, tradicional de la región griega de Macedonia. El tsipouro se produce a partir de los restos de la presa de diferentes vinos como el Roditis, Athiri y el Assyrtiko y se destila dos veces. Después de la primera destilación, en ocasiones se aromatiza con anís.
En la isla mediterránea de Creta se conoce a esta bebida como Tsikoudia o Raki.
Una bebida, que se destila de forma similar al Raki o Tsipouro, pero que en lugar de anís se emplea mástique, una resina, se vende como Mastika – por ejemplo en la isla Chios. En caso de ausencia de vino, se quema el licor con higos.
Tsipouro es una denominación de origen protegida ante la Unión Europea desde el 13 de febrero de 2008. También cuenta con registro ante la Organización Mundial de la Propiedad Intelectual desde 22 de junio de 2021.